# بورگرند-رتویش
بورگرند-رتویش (به آلمانی: Börgerende-Rethwisch) یک شهر در آلمان است که در باد دوبران-لاند واقع شده‌است. بورگرند-رتویش ۱٬۷۴۱ نفر جمعیت دارد.